# Notiobiella hargreavesi
Notiobiella hargreavesi is een insect uit de familie van de bruine gaasvliegen (Hemerobiidae), die tot de orde netvleugeligen (Neuroptera) behoort. 
Notiobiella hargreavesi is voor het eerst wetenschappelijk beschreven door Kimmins in 1936.